# Schleswig-Holsteinisches Elbästuar und angrenzende Flächen
Schleswig-Holsteinisches Elbästuar und angrenzende Flächen este o arie protejată (arie specială de conservare — SAC, sit de importanță comunitară — SCI) din Germania întinsă pe o suprafață de 19.279,7 ha, integral pe uscat.

## Localizare
Centrul sitului Schleswig-Holsteinisches Elbästuar und angrenzende Flächen este situat la coordonatele 53°52′37″N 8°52′05″E / 53.8769°N 8.8681°E.

## Înființare
Situl Schleswig-Holsteinisches Elbästuar und angrenzende Flächen a fost declarat sit de importanță comunitară în septembrie 2007 pentru a proteja 1 specie de plante și 10 specii de animale. Situl a fost protejat și ca arie specială de conservare în ianuarie 2010.

## Biodiversitate
Situată în ecoregiunea atlantică, aria protejată conține 13 habitate naturale: Estuare, Terase mlăștinoase și terase nisipoase neacoperite de apă la reflux, Golfuri mici largi și golfuri puțin adânci, Salicornia și alte specii anuale care populează regiunile mlăștinoase și nisipoase, Pășuni atlantice udate de apa mării (Glauco-Puccinellietalia maritimae), Cursuri de apă de la nivel de câmpie la nivel montan, cu vegetație Ranunculion fluitantis și Callitricho-Batrachion, Liziere de ierburi înalte hidrofile de câmpie și de nivel montan până la alpin, Fânețe de joasă altitudine (Alopecurus pratensis, Sanguisorba officinalis), Mlaștini turboase de tranziție și turbării mișcătoare, Păduri acidofile de stejar bătrân cu Quercus robur pe câmpii nisipoase, Mlaștini împădurite, Păduri aluvionare cu Alnus glutinosa și Fraxinus excelsior (Alno-Padion, Alnion incanae, Salicion albae), Păduri mixte riverane de Quercus robur, Ulmus laevis și Ulmus minor, Fraxinus excelsior sau Fraxinus angustifolia, de-a lungul marilor râuri (Ulmenion minoris).
La baza desemnării sitului se află mai multe specii protejate:
- plante (1): Oenanthe conioides
- mamifere (2): vidră de râu (Lutra lutra), focă obișnuită (Phoca vitulina)
- pești (8): Alosa fallax, avat (Aspius aspius), Cobitis taenia Complex, Coregonus oxyrhynchus, Lampetra fluviatilis, țipar (Misgurnus fossilis), Petromyzon marinus, somonul (Salmo salar)